# Monte San Lorenzo
Il monte San Lorenzo, noto anche come monte Cochrane, è una montagna situata sul confine tra Argentina e Cile, alto 3.706 metri. Alle sue pendici si trovano tre ghiacciai.